# Fritz Erbe
Fritz Erbe (Herda, 1500 circa – Eisenach, 1548) e stato un agricoltore e anabattista tedesco.

## Biografia
Fritz Erbe proveniva da Herda vicino a Gerstungen, dove possedeva una fattoria. Sostenitore del movimento anabattista della Riforma, allora molto diffuso in Turingia, fu un fautore del battesimo dei credenti ("Il battesimo è inutile senza l'esperienza della salvezza"). Fu arrestato per la prima volta a Hausbreitenbach nell'ottobre 1531 quando rifiutò di far battezzare suo figlio. A Herda a volte più della metà della popolazione, soprattutto gente comune, si univa al movimento anabattista. In questa veste, il sovrintendente di Eisenach, Justus Menius, era anche responsabile del villaggio di Herda e dei suoi abitanti apostati.  Guidò la prima causa contro Fritz Erbe e altri nell'autunno del 1531.  Il langravio Filippo I perdonò Erbe alla fine di gennaio 1532.
Dopo aver dato rifugio all'anabattista Margarethe Koch nonostante un bando pubblico, fu nuovamente arrestato, nel gennaio 1533, e trasferito a Eisenach. L'elettore Giovanni Federico I chiese la pena di morte, ma il langravio Filippo I era riluttante a far giustiziare qualcuno per la sua fede. Seguì una lunga corrispondenza tra i due sovrani su questo argomento, mentre Fritz Erbe veniva tenuto prigioniero in una torre nelle mura della città di Eisenach, la torre della cicogna. Lì divenne un simbolo di resistenza contro lo stato e la chiesa; molti cittadini di Eisenach gli mostrarono solidarietà. Due dei suoi seguaci furono giustiziati nel 1537 e altri tre furono arrestati nel 1539.
Per porre fine a questa situazione, Erbe fu portato al Wartburg nel 1540 e rinchiuso nella prigione profonda dieci metri della torre sud in completa oscurità e al freddo. Lì il riformatore Eberhard von der Tann tentò di convertirlo, nel 1541, facendolo trasferire per quattro settimane nel monastero del predicatore. Fritz Erbe, nel frattempo in cattive condizioni di salute a causa della lunga prigionia, rimase ancorato alla sua fede. Morì nella prigione nel 1548.
Nel 1925, l'allora direttore del Wartburg, Hermann Nebe, trovò il nome di Fritz Erbe scolpito nella pietra mentre stava ripulendo la torre sud. I ritrovamenti nel corso degli scavi, del settembre 2006, presso l'Elisabeth Plan, il sito dell'ex Elizabeth Hospital sotto il Wartburg, potrebbero essere stati  i resti di Fritz. Una lapide commemora Fritz Erbe in questo luogo. Una targa sulla torre sud del Wartburg ricorda il suo destino. Fritz-Erbe-Strasse a Eisenach ne è un ricordo.